# Norwich (Ohio)
Norwich es una villa ubicada en el condado de Muskingum en el estado estadounidense de Ohio. En el Censo de 2010 tenía una población de 102 habitantes y una densidad poblacional de 393,82 personas por km².

## Geografía
Norwich se encuentra ubicada en las coordenadas 39°59′4″N 81°47′33″O / 39.98444, -81.79250. Según la Oficina del Censo de los Estados Unidos, Norwich tiene una superficie total de 0.26 km², de la cual 0.26 km² corresponden a tierra firme y (0%) 0 km² es agua.

## Demografía
Según el censo de 2010, había 102 personas residiendo en Norwich. La densidad de población era de 393,82 hab./km². De los 102 habitantes, Norwich estaba compuesto por el 100% blancos, el 0% eran afroamericanos, el 0% eran amerindios, el 0% eran asiáticos, el 0% eran isleños del Pacífico, el 0% eran de otras razas y el 0% pertenecían a dos o más razas. Del total de la población el 0% eran hispanos o latinos de cualquier raza.